# Arturo Licata
Arturo Licata (Ena, 2 de maio de 1902 — Ena, 24 de abril de 2014) foi um supercentenário italiano. Aos 111 anos, desde 15 de setembro de 2013, até morrer, deteve o título de homem mais velho do mundo. Licata foi também a pessoa mais longeva de toda a história da Sicília.